# Гура-Келмецуй
Гура-Келмецуй (рум. Gura Călmățui) — село у повіті Бреїла в Румунії. Входить до складу комуни Бертештій-де-Жос.
Село розташоване на відстані 139 км на схід від Бухареста, 51 км на південь від Бреїли, 98 км на північний захід від Констанци, 70 км на південь від Галаца.

## Населення
За даними перепису населення 2002 року у селі проживали 408 осіб, з них 404 особи (99,0%) румунів. Рідною мовою 406 осіб (99,5%) назвали румунську.